# Wegekreuz Heinrich-Veith-Straße

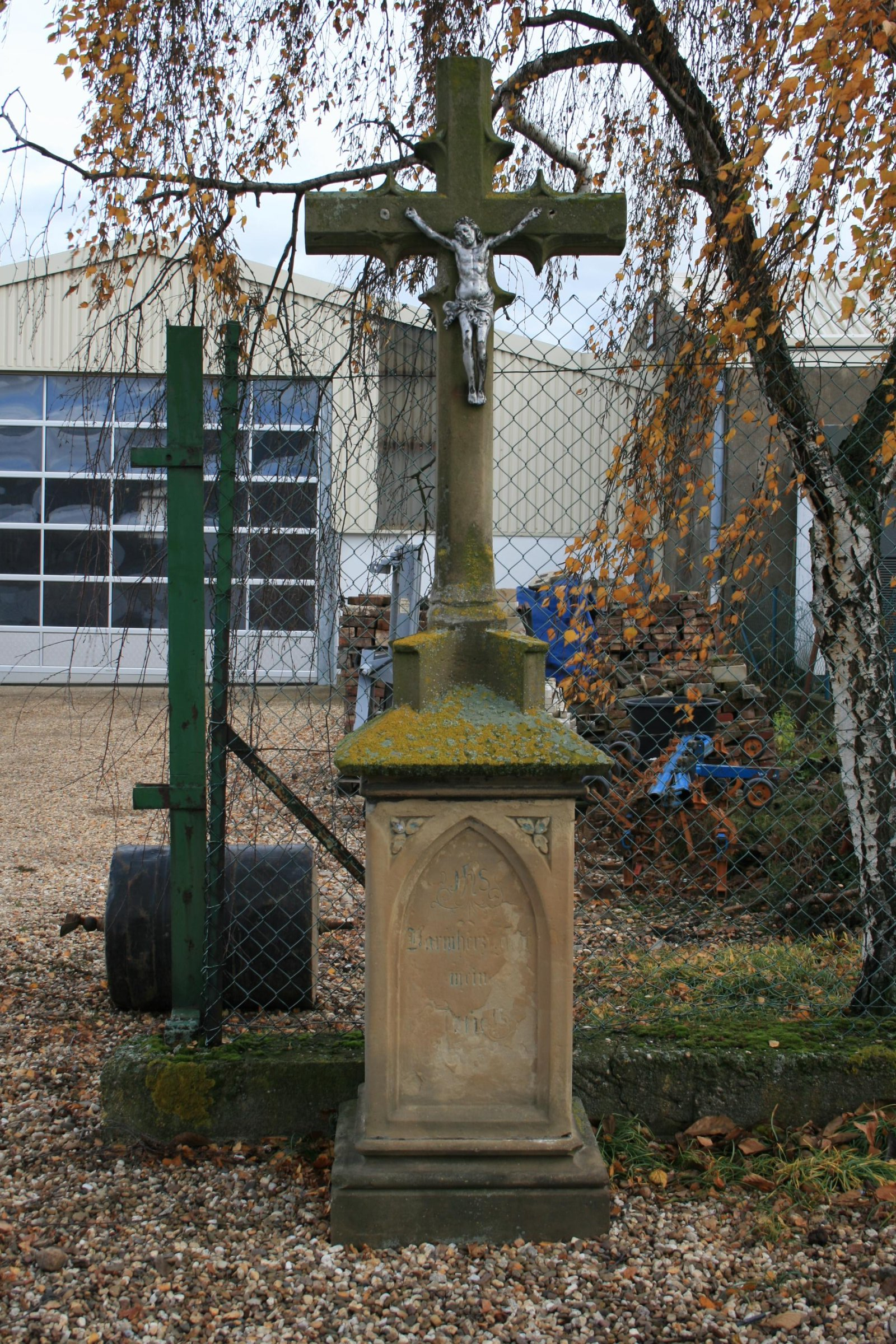
Das Wegekreuz in Nörvenich

Das Flur- oder Wegekreuz Heinrich-Veith-Straße steht in Eschweiler über Feld, einem Ortsteil der Gemeinde Nörvenich im Kreis Düren, Nordrhein-Westfalen vor dem Bauernhof Heinrich-Veith-Straße 4.
Laut Inschrift wurde das neogotische Sandsteinkreuz im Jahre 1876 errichtet. Es hat einen quadratischen Sockel mit Relieffeldern aus jeweils einem  gotischen Spitzbogen. Darin befinden sich Inschrift und Datierung. Darüber steht ein Astkreuz mit bronzenem Korpus.
Das Wegekreuz wurde am 11. März 1985 als Nr. 15 in die Denkmalliste der Gemeinde Nörvenich eingetragen.

## Belege
- Denkmalliste der Gemeinde Nörvenich (PDF-Datei; 105 kB)

Koordinaten: 50° 48′ 48,7″ N, 6° 35′ 13″ O